# Борго Бајинзица (Латина)
Борго Бајинзица је насеље у Италији у округу Латина, региону Лацио.
Према процени из 2011. у насељу је живело 738 становника. Насеље се налази на надморској висини од 31 м.